# Pázmány Dániel
Szilasi és laki Pázmány Dániel (Csallóközaranyos, 1836. április 1. – Szentes, 1916. február 1.) Csanád vármegyei főlevéltáros, nyitramegyei gazdasági egyesület titkára.

## Élete
Középiskolát Pozsonyban és Pápán, a református teológiát Pápán végezte. Pályáját 1859-ben Balatonkenesén kezdte, ahol akadémikus rektorként négy évig működött. A lelkészi vizsga letétele után egy évig Komáromban volt református káplán, innen választották meg őt a csilizradványi hívek papjuknak, akik között 6 évig lelkészkedett.
Lelkészi pályáját megszakitva, 1870-ben állami ösztöndíjat nyert és a karlsruhei gazdasági főiskolán gazdasági szaktanárrá képezte ki magát, majd Németországban és Svájcban tett tanulmányutat gazdasági ismereteinek gyarapítása végett.
Külföldről hazatérve, a nyitramegyei gazdasági egyesület titkárává választották meg 1872-ben, amely állásában az intenzív földművelés módszerét ismertette, vándorelőadásokat tartott és cikkeket írt. Ezutáni Nyitra vármegye közgazdasági előadója lett. A gazdasági pályát azonban hamarosan felcserélte a jövedelmezőbb jegyzői állással. Mint községi jegyző is érvényesíthette gazdasági szaktudását. 1875-től 1886-ig Negyeden 10, majd a szomszédos Vágfarkasdon másfél évig volt jegyző.
A jegyzői állását levéltárosira cserélte. 1885 júliusában nevezték ki Csongrád vármegye levéltárnokává, amely állásában 1914-es nyugdíjazásáig, megszakítás nélkül működött és néhány évig a közgazdasági előadói tisztet is betöltötte. Rendezte a Csongrád megyei levéltárat. A levéltárosi pályára készülők közül sokan fordultak hozzá előtanulmányok céljából. Dolgozott több vidéki lap számára, nagy és széleskörű ismeretei voltak a régi közigazgatás és judikatúra terén.

## Művei
- Jegyzetek Svájczról. Komáromi Lapok 1871/37, 151. (dec. 9.)
- Kisebb vagy nagyobb földbirtokon érdemesebb-e gazdálkodni? Komáromi Lapok 1871/39, 157. (dec. 23.)
- 1872 Előrajza az 1872. okt. 5-10. Nyitrán rendezendő gazdasági kiállításnak. Gazdasági Lapok.
- 1873 Nyitramegyei gazdasági egyesület. Gazdasági Lapok.
- 1874 A mezőgazda általános tulajdonságai. Falusi Gazda.

Munkatársa volt a Magyarország címeres könyve kiadványnak. Néhány irata a Szentesi levéltárban maradt fenn.